# Patativa do Assaré
Patativa do Assaré, de son vrai nom Antônio Gonçalves da Silva, né le 5 mars 1909 à Assaré dans le Ceará au Brésil et mort le 8 juillet 2002 également à Assaré), est un poète brésilien qui faisait partie de la littérature de cordel, et qui était l'un des plus connus dans le Nordeste.

« Caboclo Roceiro, des territoires du Nord,

qui vis sans fortune, sans terre et sans domicile,

Ta perte est la tristesse que je chante,

Si j'écoute ma peine, je pleure. Tu es mon ami, tu es mon frère... »

« Caboclo Roceiro, das plagas do Norte

Que vive sem sorte, sem terra e sem lar,

A tua desdita é tristonho que canto,

Se escuto o meu pranto me ponho a chorar. Tu és meu amigo, tu és meu irmão. »

— Patativa do Assaré, Caboclo Roceiro

## Biographie

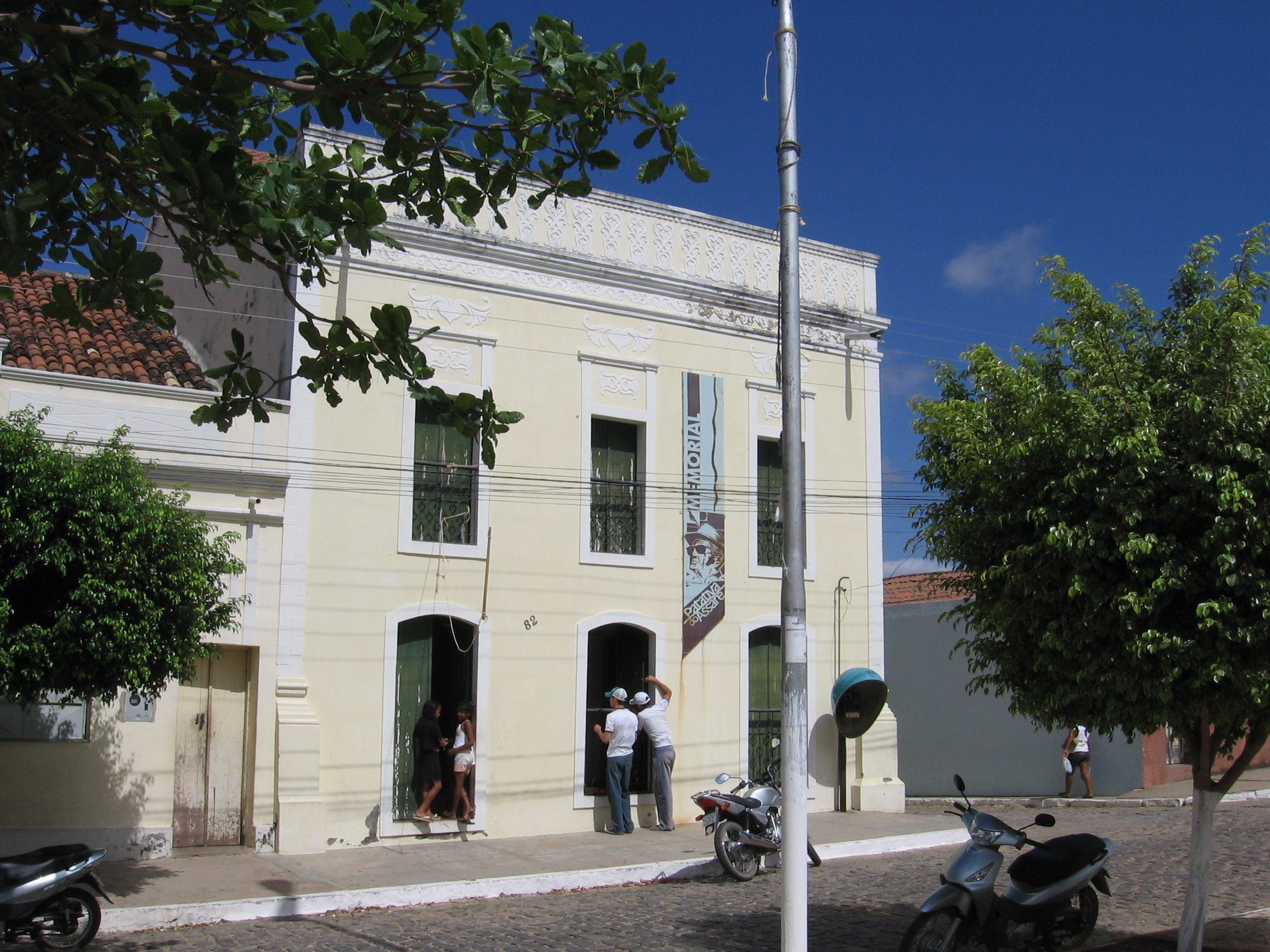
Le Memorial Patativa do Assaré dans la ville natale du poète.

Patativa do Assaré est né à Assaré, dans l'État du Ceará, le 5 mars 1909. Il est le deuxième enfant d'une famille nombreuse. Il devint aveugle d'un œil dans sa jeunesse à la suite d'une maladie.
Il fréquenta l’école primaire seulement quelques mois, avant de partir travailler à la campagne pour aider sa famille à gagner assez d'argent après la mort de son père.
Vers vingt ans, il commence à chanter dans les fêtes populaires du Ceará ; c'est à partir de ce moment qu'il reçoit le surnom de Patativa (Catamenia homochroa), nom d'un petit oiseau vivant dans la région. C'est en 1956, à la fête de Feira do Crato, qu'il rencontre José Arraes de Alencar, qui devient par la suite son protecteur artistique (mentor) et l'aide à publier son premier livre Inspiração Nordestina, qui fera l’objet de plusieurs rééditions dans les années suivantes.
Son épouse, Belinha, lui donna neuf fils.
En 1970, il publie Patativa do Assaré : novos poemas comentados et en 1978 Cante lá que eu canto cá. Ispinho e Fulô et Aqui tem coisa datent respectivement de 1988 et 1994.
L'originalité et la complexité de l'art de Patativa reposait sur sa grande mémoire et son sens de l’improvisation ; cet art s'est un peu perdu avec le temps, en raison notamment de la venue des nouveaux mass media et d'Internet.
Patativa est mort à Assaré le 8 juillet 2002.

## Œuvres

### Livres
- 1967 - Inspiração Nordestina: Cantos do Patativa
- 1978 - Cante Lá que Eu Canto Cá
- 1988 - Ispinho e Fulô
- 1991 - Balceiro, Patativa e Outros Poetas de Assaré (sous la direction de Geraldo Gonçalves de Alencar)
- 1993 - Cordéis (13 poèmes)
- 1994 - Aqui Tem Coisa
- 2000 - Biblioteca de Cordel: Patativa do Assaré (sous la direction de Sylvie Debs)
- 2001 - Digo e Não Peço Segredo (sous la direction de Guirlanda de Castro et Danielli de Bernardi)
- 2001 - Balceiro 2. Patativa e Outros Poetas de Assaré (sous la direction de Geraldo Gonçalves de Alencar)
- 2001 - Ao pé da mesa (en collaboration avec Geraldo Gonçalves de Alencar)
- 2002 - Antologia Poética (sous la direction de Gilmar de Carvalho)
- 2008 - (posthume) Cordéis e Outros Poemas (sous la direction de Gilmar de Carvalho)

### Poèmes
| - A Triste Partida - Cante Lá que eu Canto Cá - Coisas do Rio de Janeiro - Meu Protesto - Mote/Glosas - Peixe - O Poeta da Roça - Apelo dum Agricultor - Se Existe Inferno - Vaca estrela e Boi Fubá - Você se Lembra? - Vou Vorá - Caboclo Roceiro | - A Triste Partida - Cante Lá que eu Canto Cá - Coisas do Rio de Janeiro - Meu Protesto - Mote-Glosas - Peixe - O Poeta da Roça - Apelo dum Agricultor - e Existe Inferno - Vaca estrela e Boi Fubá - Você se Lembra? - Vou Vorá - Caboclo Roceiro |

## Prix et récompenses
| - 1979 - Prix Sociedade Brasileira para o Progresso da Ciência, SBPC, Fortaleza; - 1982 - Diplôme de Amigo da Cultura, Secretaria da Cultura do Ceará; - 1982 - Citoyen de Fortaleza, Câmara Municipal; - 1987 - Medalha da Abolição, pour ses importantes service rendus au Ceará - 1989 - Cariri, Ceará - Docteur Honoris causa Université Regionale de Cariri; - 1989 - Inauguration de la ligne Patativa do Assaré, 17 km, que jointe Assaré à Antonina do Norte - 1991 - Dediquée à lui le Samba de l'Ècole Acadêmicos do Samba, Fortaleza; - 1995 - Prix Ministério da Cultura, categorie Cultura Popolare, consigné du Presiden de la Republique Fernando Henrique Cardoso au Teatro José de Alencar, Fortaleza; - 22 mai 1998, Medalha Francisco Gonçalves de Aguiar, Gouvernement du Ceará, Secretaria de Recursos Hídricos; - 1999 - Inauguration du Memorial Patativa do Assaré, Assaré; - 1999 - Docteur Honoris causa Universidade Estadual do Ceará - UECE; - 1999 - Docteur Honoris causa Universidade Federal do Ceará - UFC; - 20 octobre 1999 - Prix Unipaz, VII Congres Olistique Bresilien, Fortaleza | - 2000 - Pour ses 91 ans il reòoit le titre de Citoyen du Rio Grande do Norte; - 2000 - Docteur Honoris causa de l`Universitè Tiradentes, Sergipe; - 2001 - Cearense du siecle, 3e place (Sisteme Verdes Mares de Comunicação); - 28 septembre 2001 - Sereia de Ouro, Grouop Edson Queiroz, au Memorial Patativa do Assaré; - 2002 - Preix FIEC, Artista do Turismo Cearense, Fortaleza; - 2003 - Prix UniPaz, V Congres Olistique des enfants et des jeunes, Fortaleza; - 2005 - Inauguration de la Bibliotheque Civique Patativa do Assaré, Piauí; - 2004 - Titre Efeso Citoyen Imprenditeur; - 2004 - Titre MST (Movimento dos Trabalhadores Rurais Sem-Terra); - 2005 - Medaille Ambientaliste Joaquim Feitosa; - 2005 - Inauguration de la Bibliotheque Civique Patativa do Assaré", Vila Nova, Piauí; - 2005 - Docteur Honoris causa della da Universite di Mossoró, Rio Grande do Norte. |